# Pontiac Trans Sport
 (avril 2018).
Si vous disposez d'ouvrages ou d'articles de référence ou si vous connaissez des sites web de qualité traitant du thème abordé ici, merci de compléter l'article en donnant les références utiles à sa vérifiabilité et en les liant à la section « Notes et références ».
Le Pontiac Trans Sport est une automobile de type monospace conçue par General Motors et vendu en Europe sous la marque Pontiac à partir de 1991. Il s'agit d'un clone du Chevrolet Lumina APV et de l'Oldsmobile Silhouette. Véhicule à l'air futuriste, ce fut un échec commercial aux États-Unis ainsi qu'en Europe dans une moindre mesure. La seconde génération ne fut pas commercialisée en Europe, si ce n'est l'importation confidentielle de son clone Chevrolet Venture rapidement évincé en nos contrées par son « frère » Opel Sintra.
Il fut motorisé par des moteurs V6 de type GM 3800 en 3.1L MPFI V6 et 3.8L de cylindrée accouplés à des boîtes automatiques. Un peu plus tard vint une version 4 cylindre de 2.3L et 16 soupapes uniquement accouplée à une boîte de vitesses manuelle.

Ses concurrents directs de l'époque en Europe étaient les Renault Espace, Chrysler Voyager et Grand Voyager, Nissan Serena ou encore Mitsubishi Space Wagon.

## Seconde génération (1996-1999)

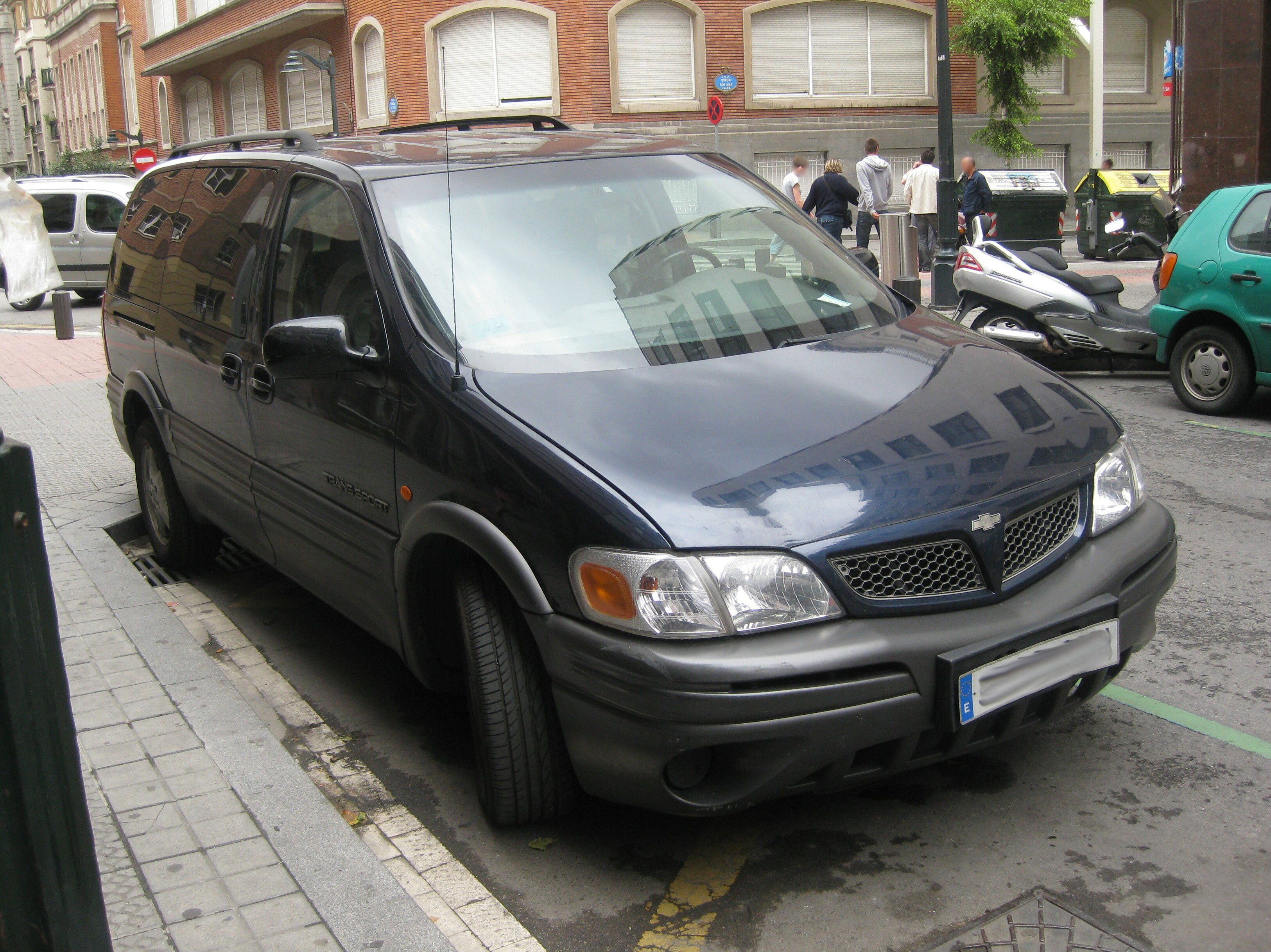
Chevrolet Trans Sport (Europe)

## Première génération (1990-1996)
|  |